# Johan Capiot
Johan Capiot (Rijkhoven, Bilzen, 12 d'abril de 1964) va ser un ciclista belga, que fou professional entre 1986 i 2000. Els seus principals èxits esportius foren la París-Tours de 1991 i l'Omloop Het Volk de 1990 i 1992.
En retirar-se del ciclisme passà a desenvolupar tasques de director esportiu a l'equip Bankgiroloterij-Batavus, el 2002, i el 2004 a l'equip Chocolat Jacques–Nixdor.
El seu fill Amaury també s'ha dedicat professionalment al ciclisme.

## Palmarès
- 1984
  - Campió de Bèlgica amateur
  - Vencedor de 2 etapes de la Volta a Xile
  - Vencedor d'una etapa del Circuit Franco-Belga
- 1985
  - Vencedor de 2 etapes de la Volta a Limburg amateur
- 1986
  - 1r al Gran Premi Briek Schotte
  - 1r a la Beveren-Leie
  - 1r a la Beveren-Waas
  - Vencedor d'una etapa de la Volta a Dinamarca
- 1987
  - 1r a la Veenendaal-Veenendaal
  - Vencedor d'una etapa del Tour de l'Oise
- 1988
  - 1r a la Fletxa Brabançona
  - 1r a la Fletxa de Niel
  - Vencedor de 2 etapes de la Volta a Luxemburg
  - Vencedor d'una etapa de la Volta a Bèlgica
- 1989
  - 1r a la Fletxa Brabançona
- 1990
  - 1r a l'Omloop Het Volk
- 1991
  - 1r a la París-Tours
  - Vencedor d'una etapa dels Quatre dies de Dunkerque
- 1992
  - 1r a l'Omloop Het Volk
  - 1r a la Fletxa Brabançona
  - 1r a la Ronde van Midden-Zeeland
  - 1r a la Nokere-Koerse
  - 1r a Le Samyn
  - 1r al Trofeu de l'Etna
  - Vencedor d'una etapa del Tour de l'Oise
- 1993
  - 1r a la Fletxa de Liedekerke
  - Vencedor d'una etapa del Tour de l'Oise
  - Vencedor d'una etapa de la Volta a Luxemburg
- 1994
  - 1r a la Clàssica d'Almeria
  - 1r a Le Samyn
- 1995
  - 1r a Le Samyn
- 1996
  - 1r a l'A Travers le Morbihan
  - 1r a l'Omloop van het Houtland
  - 1r a la CoreStates Classic
- 1998
  - Vencedor d'una etapa de la Volta a Múrcia

### Resultats al Tour de França
- 1987. Abandona (11a etapa)
- 1989. Abandona (1a etapa)
- 1990. Abandona (9a etapa)
- 1992. Abandona (9a etapa)
- 1993. Abandona (11a etapa)
- 1994. Abandona (15a etapa)

### Resultats al Giro d'Itàlia
- 1987. 131è de la classificació general
- 1995. Abandona